# Arlabecca
L'arlabecca era un genere della poesia lirica occitana, menzionata per la prima volta in un ensenhamen da Peire Lunel. Il termine tradotto in francese da François Just Marie Raynouard come complainte (cantilena) o chant funèbre (canto funebre) e da Emil Levy come sorte de poésie (tipo di poesia), deriva dal galiziano-portoghese arrabecca e significa rebecca; rebec (pl. rebecz) può essere trovato nell'antico provenzale riferito sia a uno strumento che a un genere (nelle Leys d'amors, dove è indefinito), e possibilmente è lo stesso genere dell'arlabecca. L'arlabecca menzionata da Lunel era definita dal metro e perciò l'ensenhamen in cui viene riferita era anche un'arlabecca.